# مريم خليفة الكعبي
مريم خليفة الكعبي (بالإنجليزية: Mariam Khalifa Al Kaabi) سفيرة دولة الإمارات العربية المتحدة لدى جمهورية مصر العربية منذ عام 2021.
وهي المندوبة الدائمة لدولة الإمارات لدى "جامعة الدول العربية". شغلت منصب نائبة رئيس بعثة دولة الإمارات، والقائمة بأعمال سفير الدولة لدى مصر.
مريم خليفة جمعة محمد الكعبي، ولدت في 20 يوليو 1984 في عجمان، الإمارات العربية المتحدة. هي عزباء وتتحدث العربية والإنجليزية بطلاقة. حصلت على درجة البكالوريوس في العلوم السياسية، تلتها درجة الماجستير في إدارة الأزمات الأمنية.
مريم خليفة جمعة محمد الكعبي هي سفيرة الإمارات العربية المتحدة في جمهورية مصر العربية وممثلة دائمة لدولة الإمارات لدى جامعة الدول العربية. بدأت مسيرتها المهنية في وزارة الخارجية الإماراتية عام 2008، حيث عملت في قسم الشؤون الإفريقية. خلال فترة عملها في الوزارة، شغلت عدة مناصب بارزة، منها رئيس قسم جنوب إفريقيا في إدارة الشؤون الإفريقية، ورئيس قسم أوروبا الشرقية في إدارة الشؤون الأوروبية.
بعد ذلك، تولت منصب نائب مدير إدارة الشؤون العربية في وزارة الخارجية، مما أتاح لها تعزيز العلاقات بين الإمارات والدول العربية. شغلت أيضاً منصب نائب رئيس البعثة في السفارة الإماراتية في القاهرة، حيث لعبت دوراً مهماً في تعزيز العلاقات الثنائية بين الإمارات وجمهورية مصر العربية.
في عام 2022، تم تعيينها كقائدة البعثة إلى جمهورية مصر العربية وممثلة دائمة لدولة الإمارات لدى جامعة الدول العربية، مما يعكس خبرتها الواسعة ومساهماتها الفعالة في المجال الدبلوماسي.
الإنجازات: تُعتبر مريم الكعبي نموذجاً للمرأة الإماراتية الناجحة في مجال الدبلوماسية، حيث تميزت بقدرتها على التعامل مع القضايا السياسية الدولية وتعزيز مكانة الإمارات على الساحة العالمية.

## فعاليات ومناسبات

### لقاء بين وزير قطاع الأعمال العام وسفيرة الإمارات لبحث الفرص الاستثمارية المتاحة
استقبل المهندس محمد شيمي، وزير قطاع الأعمال العام المصري، سفيرة الإمارات مريم خليفة الكعبي لبحث تعزيز التعاون والاستثمار بين البلدين. استعرض شيمي الفرص الاستثمارية المتاحة في الشركات التابعة للوزارة، مشيراً إلى انفتاح الوزارة على الشراكة مع القطاع الخاص والمستثمرين المحليين والأجانب.
من جانبها، أعربت الكعبي عن رغبة الشركات الإماراتية في تعزيز استثماراتها في مصر، مؤكدةً العلاقات الوثيقة بين البلدين والإمكانيات الكبيرة التي توفرها مصر كوجهة استثمارية جاذبة.

### مؤتمر COP28
أكدت السفيرة مريم خليفة الكعبي، سفيرة الإمارات العربية المتحدة لدى مصر والمندوب الدائم لدى جامعة الدول العربية، أن استضافة الإمارات لمؤتمر الأطراف في اتفاقية الأمم المتحدة الإطارية بشأن تغيُّر المناخ (COP28) تعكس الثقة العالمية في قدرة الإمارات على تقديم حلول فعالة للتحديات المناخية. وأشارت إلى أن المؤتمر يعد فرصة لإبراز دور الإمارات كمركز مؤثر في معالجة القضايا البيئية، مضيفةً أن الاستعدادات للمؤتمر تشير إلى تنظيم متكامل من حيث الجوانب اللوجستية والتقنية.
كما تطرقت السفيرة الكعبي إلى العلاقات الاستراتيجية بين الإمارات ومصر، مؤكدةً أنها نموذج للتعاون البنّاء بين الدول العربية. وأشادت بالدور البارز لمصر في التنمية والاستثمار، لاسيما من خلال المبادرات الرئاسية مثل "حياة كريمة" التي تسهم في تحسين حياة المواطنين. وأكدت استعداد الإمارات لدعم هذه المبادرات وتعزيز التعاون الثنائي في المجالات التنموية والاقتصادية.
وأوضحت السفيرة أن الإمارات تعمل على توسيع جهودها في مجال العمل المناخي وتستثمر في الطاقة المتجددة، كما تسعى لإقامة شراكات عالمية لتحقيق أهداف مؤتمر COP28، بما في ذلك مبادرات لزيادة كفاءة الطاقة وإنتاج الهيدروجين. وأضافت أن المؤتمر سيسلط الضوء على دور الشباب في مكافحة تغير المناخ، ويستعرض جهود الإمارات في تمكينهم من خلال برنامج "مندوبى الشباب الدولى للمناخ".
وفيما يخص الاستعدادات للمؤتمر، أكدت الكعبي أن اللجنة الوطنية المشرفة على تنظيم المؤتمر تعمل على ضمان نجاحه من خلال التحضيرات الدقيقة والفعالة. وأشارت إلى أن الإمارات تتمتع ببنية تحتية متقدمة وأكاديميات تدريبية متميزة، مما يعزز من قدرتها على استضافة فعاليات دولية كبرى بتميز.
في الختام، أشادت السفيرة الكعبي بالتعاون الوثيق بين الإمارات ومصر، مشيرةً إلى أن التعاون بين البلدين يشمل العديد من المجالات التنموية والتجارية، ويستند إلى علاقات تاريخية قائمة على التفاهم المشترك والدعم المتبادل.

### الدورة غير العادية لمجلس الجامعة العربية بشأن فلسطين
ترأست السفيرة مريم خليفة الكعبي، سفيرة الإمارات لدى مصر، وفد الإمارات في الدورة غير العادية لمجلس الجامعة العربية التي عقدت في القاهرة، وخصصت لمناقشة الوضع في فلسطين. أكدت الكعبي خلال الجلسة المغلقة أن الإمارات تعمل على وقف إطلاق النار في قطاع غزة وتقديم الدعم الإنساني وحماية المدنيين، مشيرة إلى الجهود الدبلوماسية النشطة التي تقوم بها الإمارات دعماً للقضية الفلسطينية. كما أكدت موقف الإمارات الرافض للعقوبات الجماعية ومحاولات تهجير الفلسطينيين، مشددة على أولويات الدولة في حماية المدنيين وتوفير المساعدات الإغاثية.

### مؤتمر "سيملس شمال إفريقيا 2024"
شاركت السفيرة مريم خليفة الكعبي في مؤتمر "سيملس شمال إفريقيا 2024" وأكدت أن مصر تُعتبر شريكاً استثمارياً وتجاريًا استراتيجيًا لدولة الإمارات. وأشارت إلى أن الإمارات تعد من أهم المستثمرين في مصر، حيث لديها نحو 1941 شركة في قطاعات حيوية مثل الاتصالات والبنية التحتية والسياحة.
وأكدت الكعبي أهمية الاقتصاد الرقمي، موضحة أن الإمارات تتصدر عالميًا في مجال الجاهزية الرقمية والخدمات الإلكترونية. كما استعرضت مبادرات الدولة في التحول الرقمي، مثل البرنامج الوطني للذكاء الاصطناعي والاستراتيجية الحكومية الرقمية، والتي تهدف إلى تعزيز التنمية المستدامة ومواجهة تحديات المستقبل عبر الابتكار التكنولوجي.